# Documenta IX

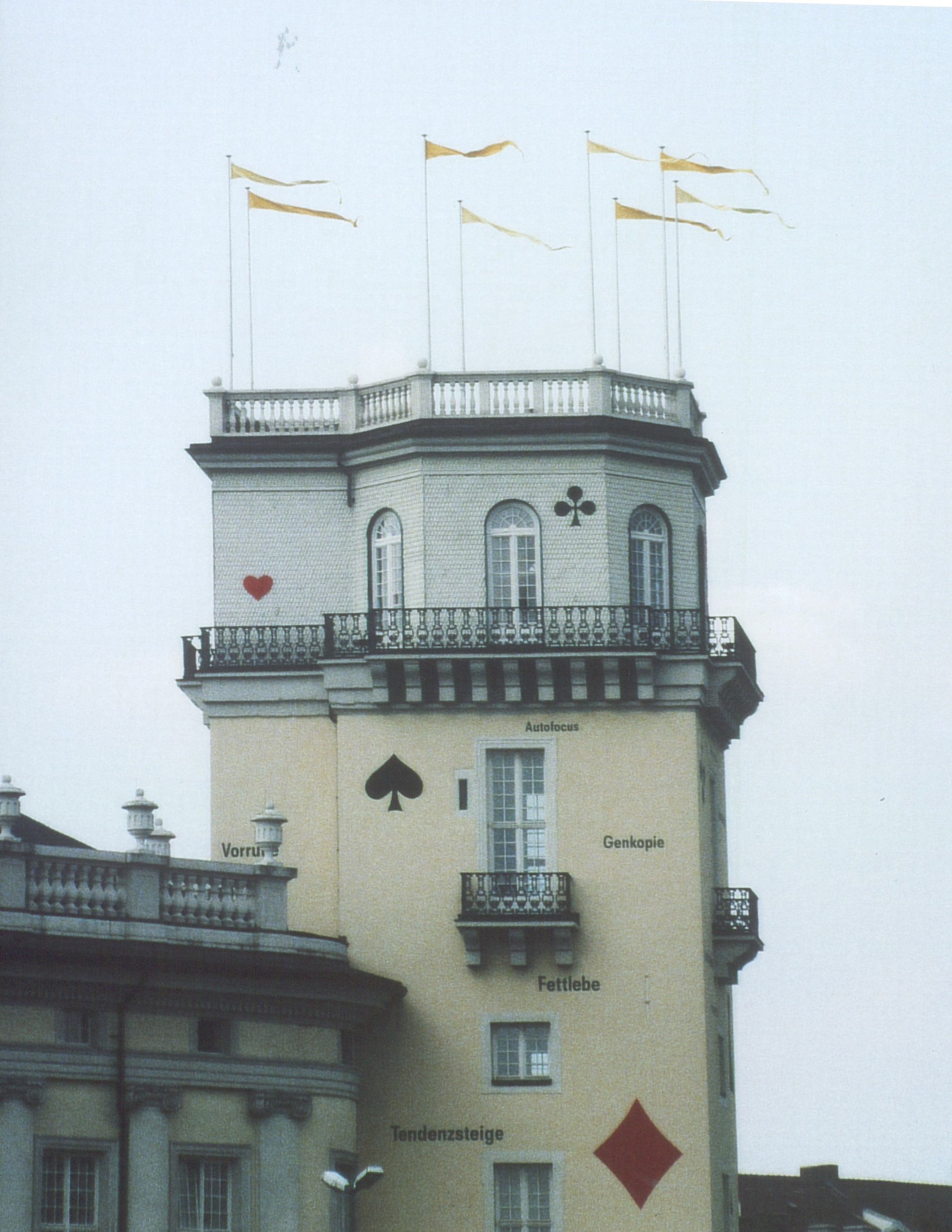
Zwehrenturm med symboler och vimplar av Lothar Baumgarten

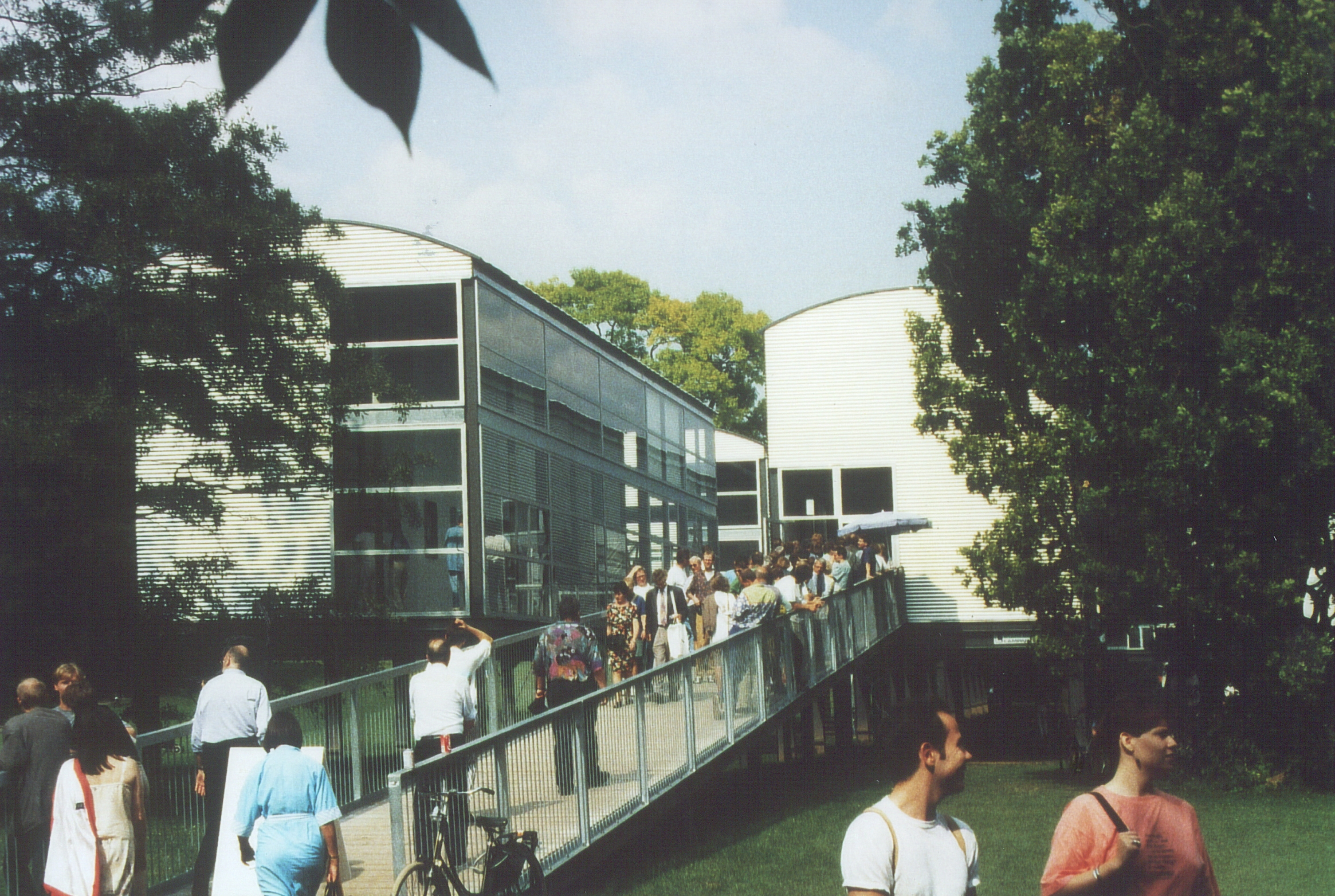
Aue-Pavillons, som temporära paviljonger vid Karlsaue

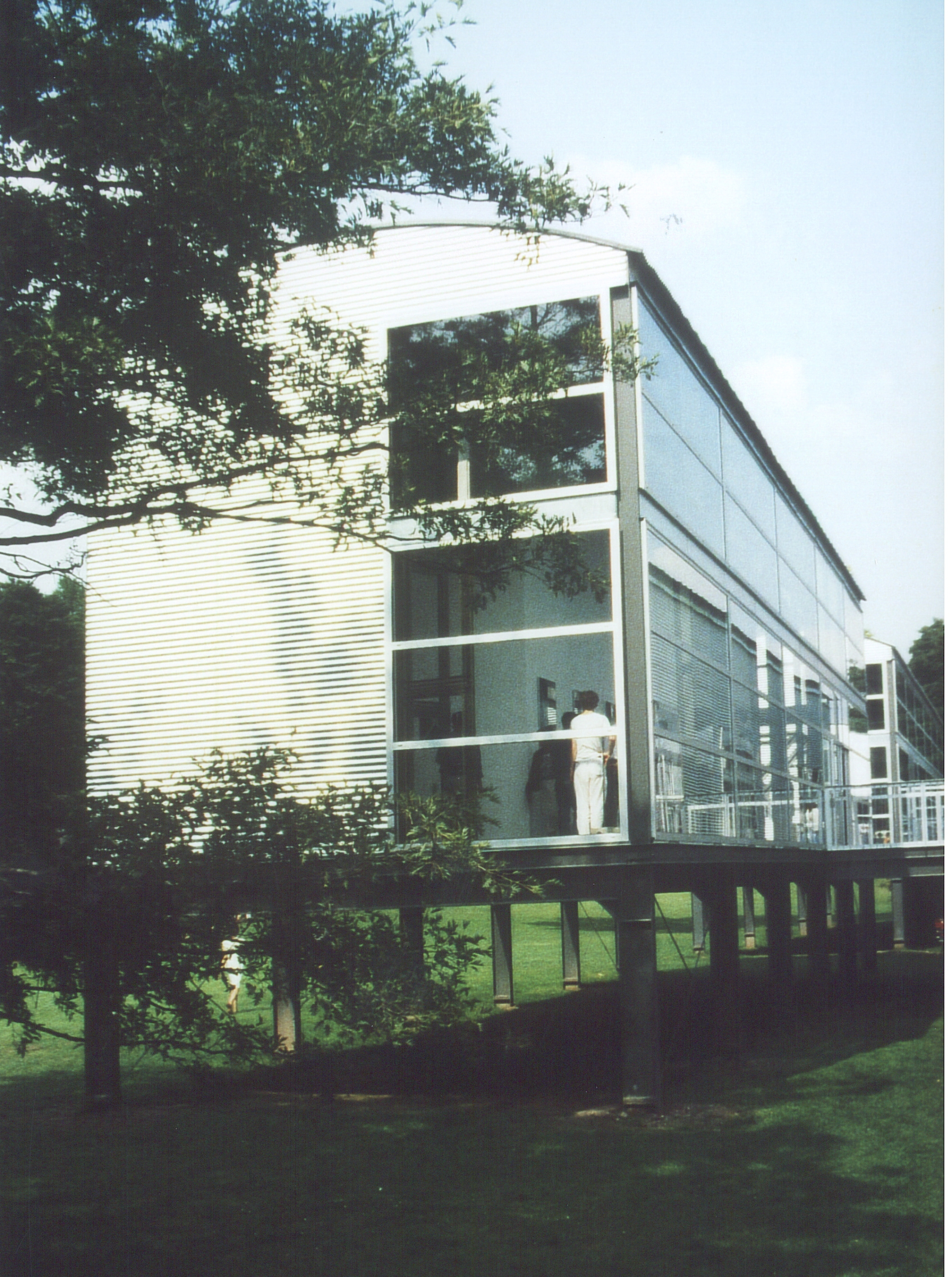
En "Aue-Pavillon“ vid Karlsaue

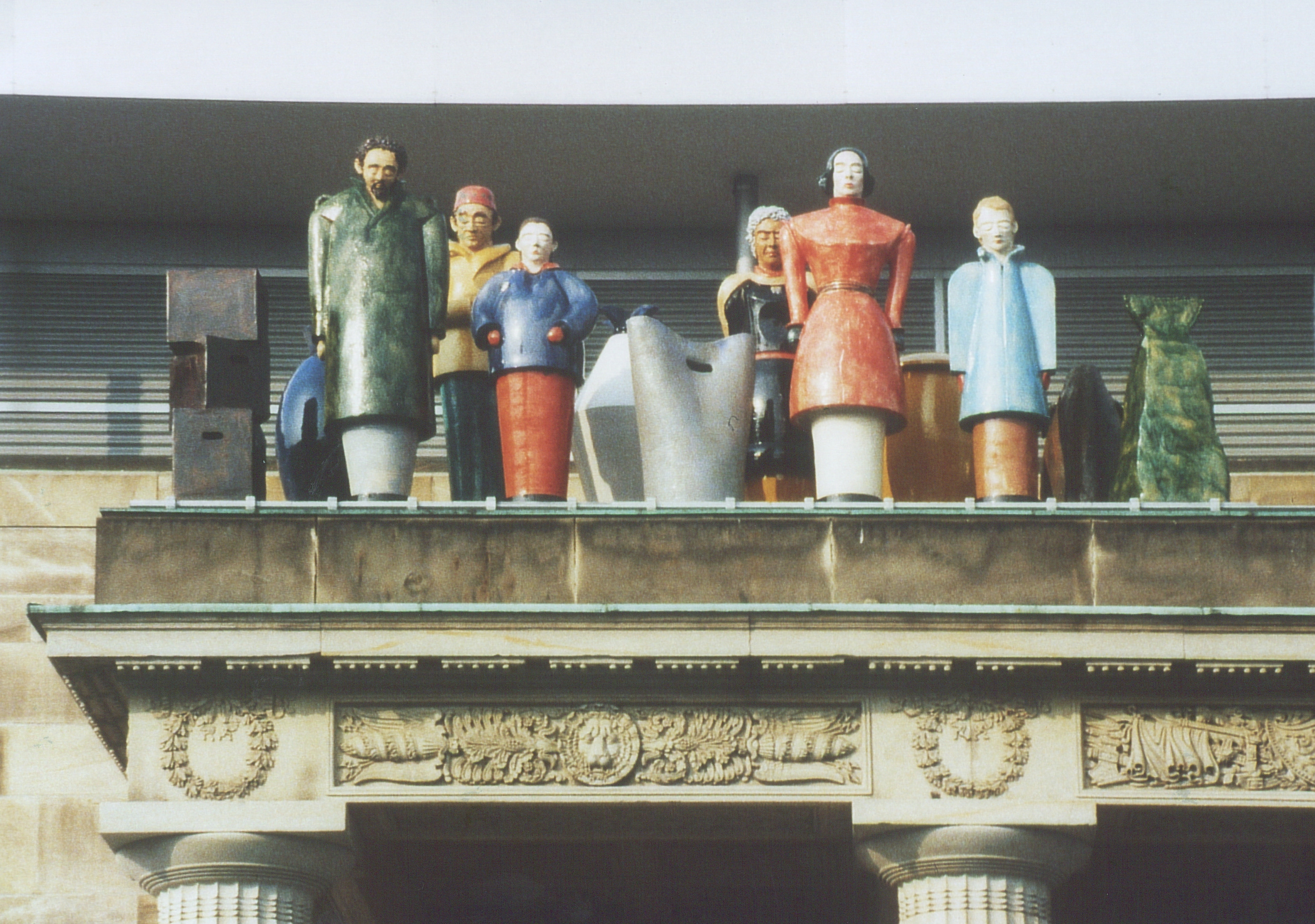
Ankunft der Fremden av Thomas Schütte

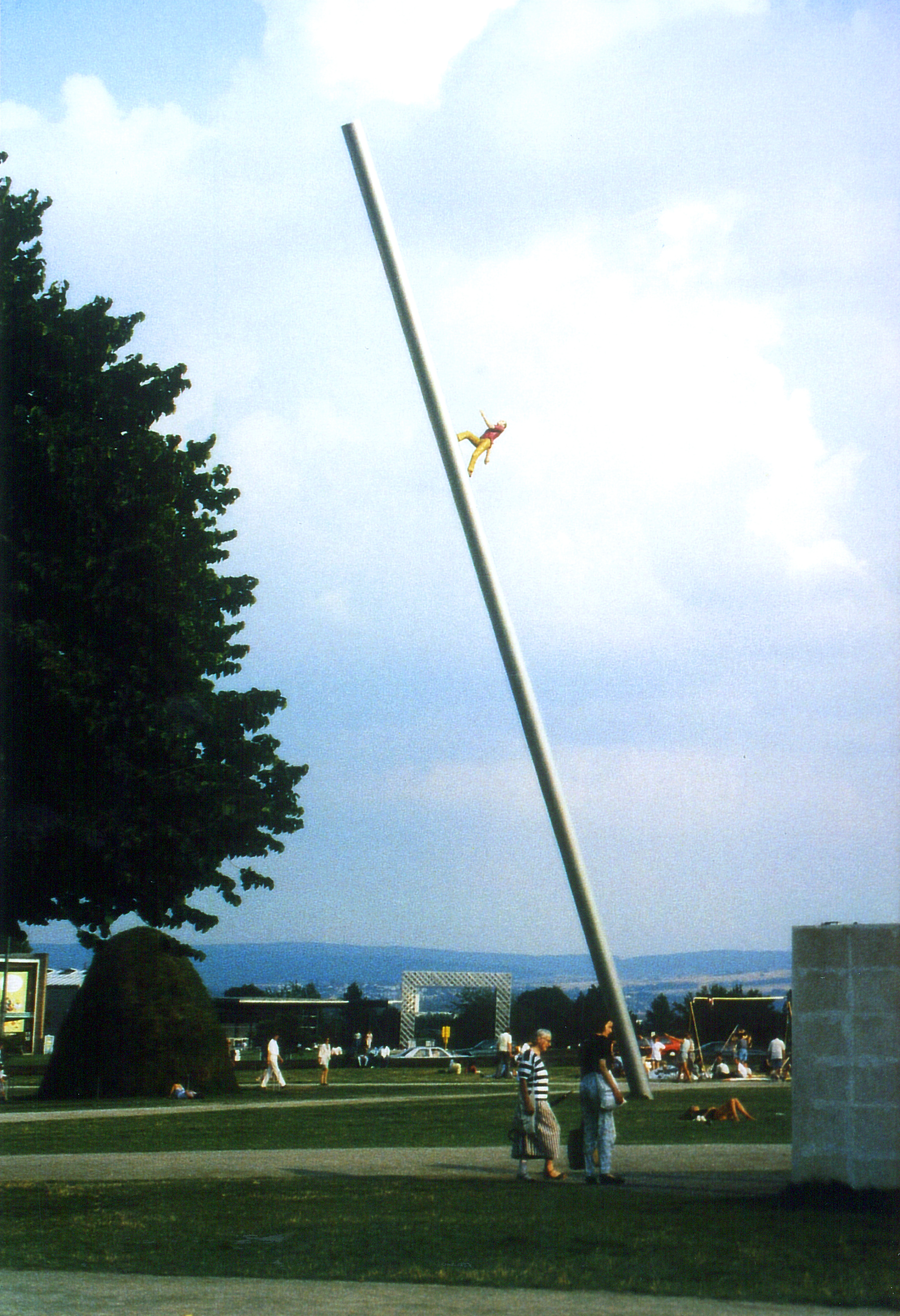
Man walking to the sky av Jonathan Borofsky på Friedrichsplatz

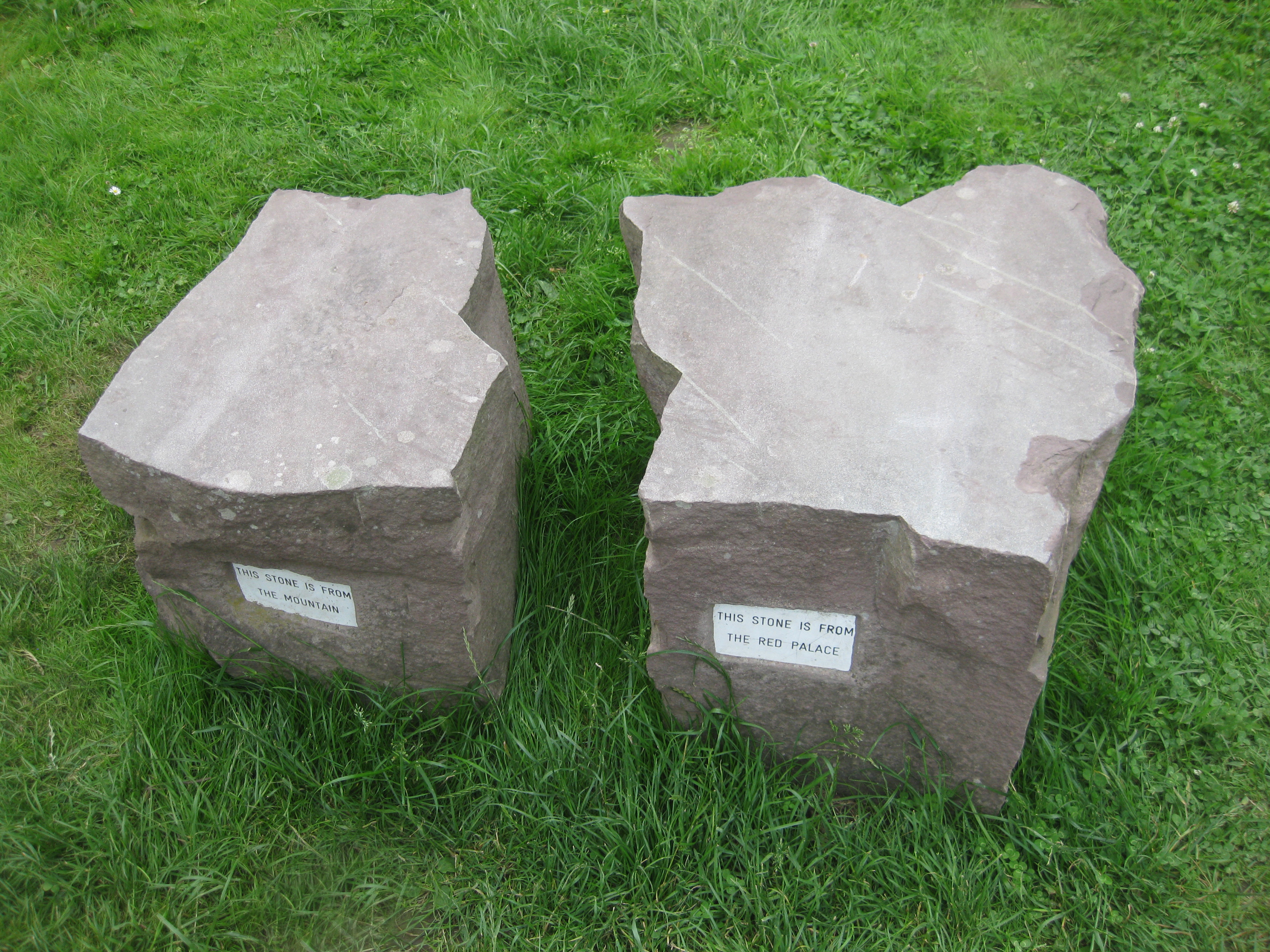
“This stone is from the mountain - this stone is from the red palace” av Jimmie Durham

documenta IX hölls mellan 13 juni och 20 september 1992 i Kassel i Tyskland under konstnärlig ledning av Jan Hoet tillsammans med kuratorerna Denys Zacharopoulos och Pier Luigi Tazzi. 
Utställningen hade 603.456 besökare. Den hölls på Fridericianum, Ottoneum, Friedrichsplatz, documenta-Halle, Orangeriet, i temporära paviljonger och Neue Galerie.

## Urval av 189 deltagande konstnärer
- Marina Abramović
- Richard Artschwager
- Francis Bacon
- Mirosław Bałka* Matthew Barney
- Lothar Baumgarten
- Joseph Beuys
- Jonathan Borofsky
- Louise Bourgeois
- Damian, Stan Douglas
- Marlene Dumas
- Jimmie Durham
- Jan Fabre
- Isa Genzken
- Robert Gober
- Dan Graham
- Michael Gross
- Georg Herold
- Olav Christopher Jenssen
- Tim Johnson
- Anish Kapoor
- Mike Kelley
- Ellsworth Kelly
- Per Kirkeby
- Joseph Kosuth
- Juan Muñoz
- Bruce Nauman
- Jussi Niva
- Tony Oursler
- Michelangelo Pistoletto
- Martin Puryear
- Charles Ray
- Gerhard Richter
- Ulf Rollof
- Ulrich Rückriem
- Thomas Schütte
- Luc Tuymans
- Bill Viola
- Franz West

## Kvarvarande konstverk i Kassel
- Die Fremden, eller Die Ankunft av Thomas Schütte, glaserad keramik, Friedrichsplatz
- Man Walking to the Sky, eller Himmelsstürmer), stål, glasfiberarmerad plast och aluminium, av Jonathan Borofsky, framför Kulturbahnhof Kassel
- Tegelskulptur,  8,75 m x 10,74 m x 3,99 m, av Per Kirkeby, Du-Ry-Strasse
- This Stone Is From The Mountain / This Stone Is From The Red Palace, sandsten, av Jimmie Durham, Karlsaue, Gustav-Mahler Treppe
- Three to One (ljudinstallation) av Max Neuhaus, trapphus i AOK-Gebäude, Friedrichsplatz